# St. Leonhard (Großaign)

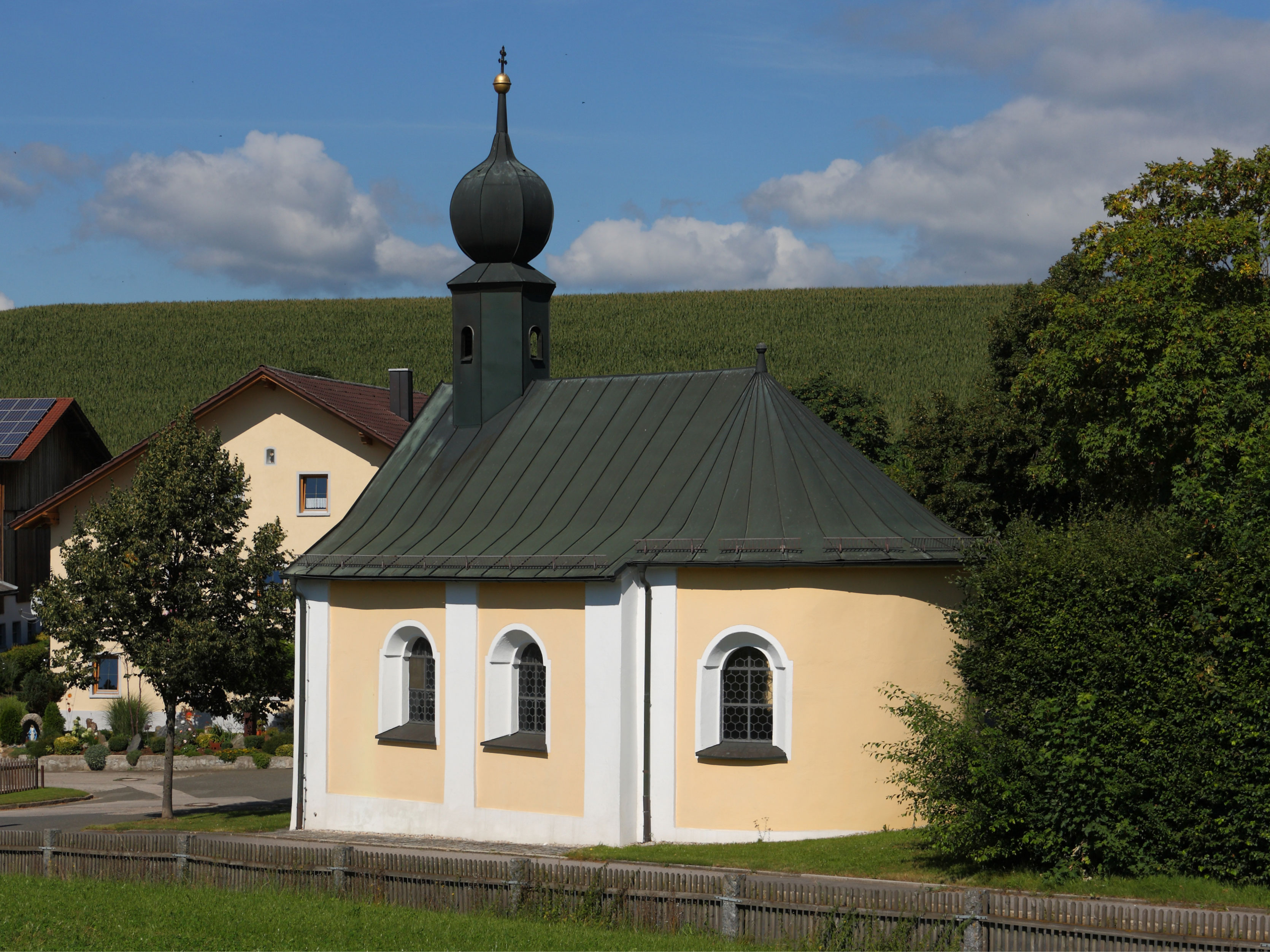
St. Leonhard (Großaign)

Die römisch-katholische, denkmalgeschützte Filialkirche St. Leonhard steht in Großaign, einem Gemeindeteil des Marktes Eschlkam im Landkreis Cham der Oberpfalz. Sie gehört zum Bistum Regensburg. Das Bauwerk ist unter der Denkmalnummer D-3-72-124-14 als Baudenkmal in die Bayerische Denkmalliste eingetragen.

## Beschreibung
Die Saalkirche, deren Wände durch Lisenen gegliedert sind, wurde 1730 erbaut. Sie besteht aus einem Langhaus und einer eingezogenen, halbrund geschlossenen Apsis im Osten. Dem Satteldach des Langhauses ist im Westen ein achteckiger Dachreiter aufgesetzt, der mit einer Zwiebelhaube bedeckt ist.
Der Innenraum des Langhauses ist mit einer Flachdecke überspannt, die von Hohlkehlen gerahmt wird. Zur Kirchenausstattung gehören drei Altäre. Das Altarretabel des Hochaltars zeigt den Heiligen Leonhard. 1756 werden zwei Nebenaltäre zu Ehren des heiligen Franz Xaver und des heiligen Johannes Nepomuk aufgestellt.